# Апидеа
Апидеа, още Лубес или Лопес (на гръцки: Απιδέα, Апидеа, от 1927 до 1960 година Ανάργυροι, Анаргири, до 1927 година Λώπες, Лопес), е село в Южна Македония, Гърция, дем Горуша (Войо), област Западна Македония.

## География
Селото е разположено на 680 m надморска височина, в областта Населица на 10 km югозападно от град Неаполи (Ляпчища) и 4 km северно от Цотили.

## История

### В Османската империя
В края на XIX век Лубес е гръцко село в Населишка каза на Османската империя.
Според Васил Кънчов в 1900 година в Лубесъ живеят 70 гърци християни.
На Етнографската карта на Битолския вилает на Картографския институт в София от 1901 година Лубес е чисто гръцко село в казата Населица на Серфидженския санджак с 14 къщи.
По данни на секретаря на Българската екзархия Димитър Мишев селото е под върховенството на Цариградската патриаршия и в него има 70 гърци патриаршисти.
Според статистика на Серфидженския санджак на гръцкото консулство в Еласона от 1904 година в Льопеси (Λιόπεσι), Населишка каза, живеят 90 гърци елинофони християни.

### В Гърция
През Балканската война в 1912 година в селото влизат гръцки части и след Междусъюзническата в 1913 година остава в Гърция. През 1913 година при първото преброяване от новата власт в него са регистрирани 130 жители.
През 1927 година името на селището е сменено на Анаргири, а през 1960 година то е променено на Апидеа.
Населението традиционно произвежда жито, тютюн, картофи и други земеделски продукти, като се занимава и със скотовъдство.
| Година    | 1913 | 1920 | 1928 | 1940 | 1951 | 1961 | 1971 | 1981 | 1991 | 2001 | 2011 | 2021 |
| --------- | ---- | ---- | ---- | ---- | ---- | ---- | ---- | ---- | ---- | ---- | ---- | ---- |
| Население | 130  | 115  | 122  | 159  | 145  | 139  | 108  | 85   | 51   | 41   | 33   | 13   |